# بطولة كرة القدم الألمانية 1913
بطولة كرة القدم الألمانية 1913 هو الموسم 11 من بطولة كرة القدم الألمانية ‏. أقيم خلال الفترة 13 أبريل 1913 وحتى 11 مايو 1913، وأشرف على تنظيمه اتحاد ألمانيا لكرة القدم، وكان عدد الأندية المشاركة فيه 7، وفاز فيه لوكوموتيف لايبزيغ.